# Qadi

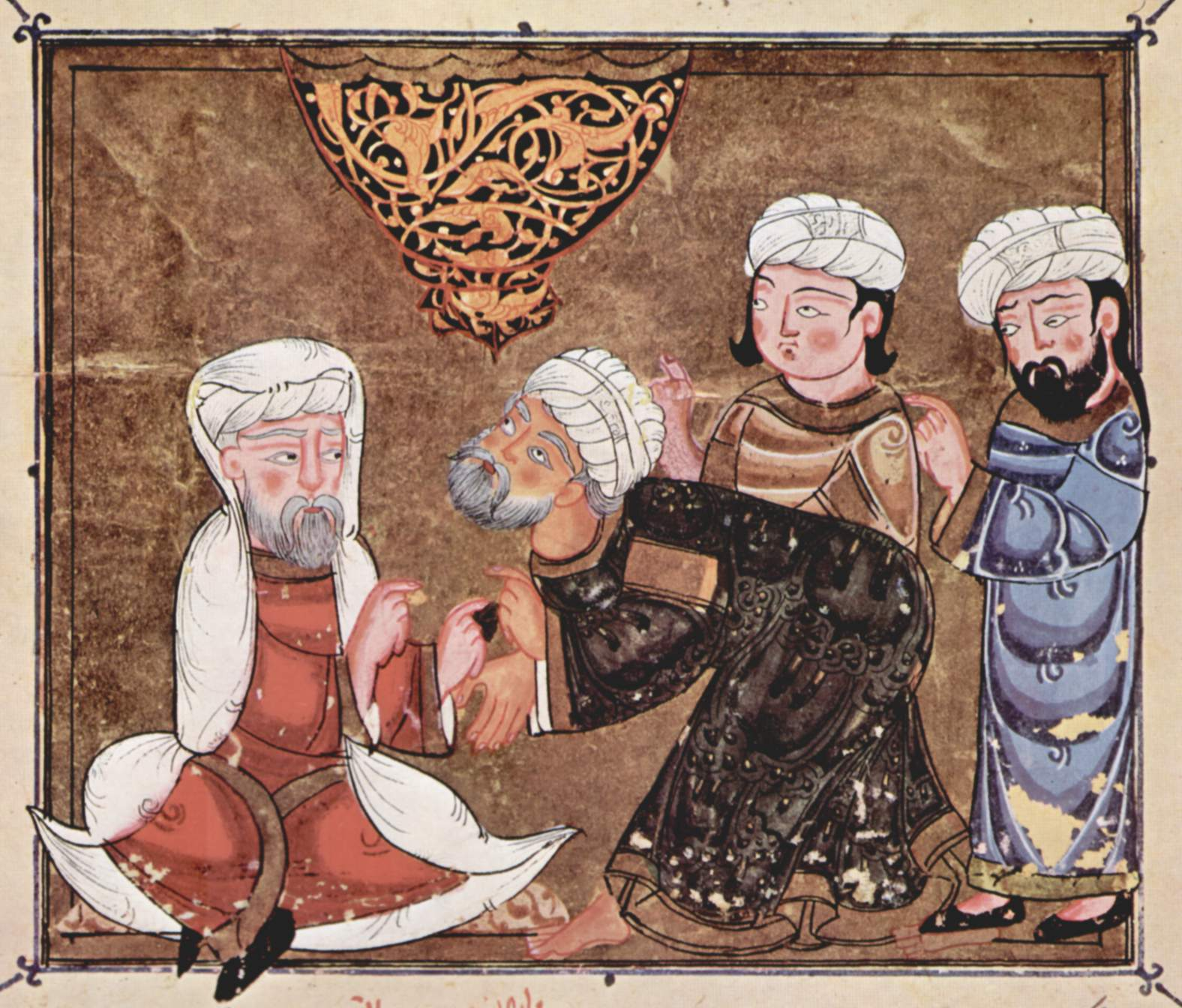
Abû Zayd bönfaller qadin i staden Maarra (1334).

Kadi, eller qadi (arabiska: قاضي), är benämningen på en juridisk ämbetsman, och dess utövande är en av de äldsta funktionerna inom islamiska rättssystemet.

## Uppgifter
Då Sharialagen var tvådelad hade qadin ansvar för individuella rättsfall. Under 1700-talet hade qadin makt över alla domare i regionen och deras ansvar låg inom tre områden:
1. Takhim- att lösa konflikter
2. Qada- utse rätt och fel och
3. Hisba- att representera kommunen.

Det var dock mest inom den andra kategorin som qadin var mest verksam. En qadi har full kunskap om ijtihad och är medlem av ulama. I fall där inte den åtalade kan närvara representeras han av en wakil.
Qadin har inget behov av att känna till lagen så som muftin har utan utses av sultanen. En rättegång kan handla om giftermål, skilsmässa, arv och andra tvistemål. För att en rättegång ska kunna äga rum finns några kriterier: båda parter ska vara närvarande och föra sin egen talan. Bekännelse, vittnesmål och eder. Vittnes vandel och kön, till exempel om det är icke muslimer eller kvinnor. Domarens beslut är det slutgiltiga det finns inget högre ämbete att gå till för att få sitt fall omprövat. Muftier fungerade som rådgivare både till domaren och till parterna. En qadi utför inga egna undersökningar utan förlitar sig helt till vittnenas mål. En qadi kan inte vara blind eller döv eftersom han måste lyssna på vittnen och se bevis.

## Historia

### De första qadierna
Den islamiska rätten, sharia, och den islamiska rättsvetenskapen, fiqh, började utvecklas under det Umayyadiska kalifatet (661-750). Under den här perioden ersattes hakam småningom av kadi. Till skillnaden från hakam utsågs kadier av guvernörer. Guvernörerna var representanter för kalifen och hade full handlingsfrihet i sina provinser. Kadier var guvernörernas ombud i rättsliga frågor och deras juridiska rådgivare. Guvernörerna förbehöll sig dock såväl rätten att fatta sina egna beslut i rättsliga frågor som rätten att avskeda kadier. 
Harun al-Rashid ses som den första qadin och var aktiv i Bagdad cirka 790. Han fick titeln qadi al – qudat vilket ungefär betyder ”högsta domare” och han makt sträckte sig över alla de andra domarna i länet. I hans uppgifter ingick även att utse andra qadier i området.
Till en början var qadin mest verksam i större städer, då juridiska mål i små städer togs om hand av hakims så kallade ”freds bevarare”. Men med tiden så försvann detta och qadins ansvarsområde sträckte sig även ut till landsbygden. Jobbet i rätten handlar om att väga bevis, förhöra vittnen och helt enkelt besluta en dom.

### Umayyaderna
Under det Umayyadiska kalifatet bevarade man de redan existerade administrativa systemen i de erövrade områdena och anpassade dem till sina ändamål. Kristna och judar hade sina egna domstolar som blev kvar från det Bysantinska riket. Kadins rättsskipning avsåg således bara muslimer. Kadier grundade sina beslut både 1) på egna uppfattningar och tolkningar av Koranen, dess föreskrifter och de nya islamiska normerna som växte fram och 2) på lokala sedvänjor i provinser där de var verksamma, de kunde också hänvisa till och fatta beslut på seder från sina trakter. Deras främsta uppgift var att tillämpa och integrera islam i de lokala traditionerna. Islam blev således inkorporerad i lokala seder och bruk och traditioner islamiserades på sådant sätt. Samtidigt påverkade traditionerna kadis beslut. Ijtihad och ra'y var viktiga förhållningssätt i beslutsfattande under det Umayydiska kalifatet.
Trots att de första kadierna lade grunden till fiqh, blev deras beslut inte vägledande i den vidare utvecklingen av islamiskt rättssystemet. Under Umayyaderna var kadierna fromma personer men de saknade formell utbildning. Detta ändrades under Abbasidkalifatet (750-1258). Då borde man vara kunnig i sharia för att vara kadi. Under Harun al-Rashids (Arabiska: هـارون الرشيد) regeringstid (786-809) infördes ett nytt ämbete kadi-l-kudat "högsta domare". Abu Yusuf var den första kadi-l-kudat (Arabiska: قاضي القضات). Hans huvuduppgifter var att råda kalifen och, med kalifens samtycke, utse och avskeda andra kadier i kalifatet. Formellt underordnade kadier sig inte någon person. De skulle endast följa sharia i sitt arbete, men i praktiken var de ändå beroende av den regerande kalifen och hans makt för att verkställa sina beslut. Kadier kunde inte åta sig brottmål. Sedan dess har polisen (shurta) (Arabiska: الشرطة) tagit över ansvar för de flesta brottmål.

### Qadin under Osmanska riket
Under det Osmanska riket (ca 1300-1923) rangordnades kadier. Stormuftin i Istanbul, som hade titeln Shaykh-al-Islam, var den högste andliga ledaren i kalifatet. En av hans viktigaste uppgifter var att kontrollera kadiernas beslutsfattande. Hanafi madhhab var den officiella rättsskolan i kalifatet och alla kadier skulle följa en av de officiella åsikterna inom rättsskolan.
Den största skillnaden under Osmanska riket var att qadin inte dömde enligt Sharia utan enligt kanun (Osmanska sultanens rättssystem). Under denna tidsperiod kom även de lokala sederna att spela större roll i dömandet. Sharialag och icke Sharialag blev ett enat rättssystem under qadins makt. Sultanen kunde verkställa en order (emr) till qadin, ungefär som en fatwa, och han kunde sen välja att följa eller inte följa den. Qadin var oberoende i alla sina beslut även om de gick emot emr. I övrigt fungerade rättssystemet som under tidigare period med båda parter närvarande samt bevis och vittnen.

## Modern tid
Nuförtiden anställs kadier av landets styrande makt. I sina beslut måste kadier främja maslaha ”det allmänna bästa”. De kan inte döma mot en frånvarande part om den saknar sitt ombud i rätten. Kadierna får inte heller ta parti för sina närmaste släktingar och döma till deras fördel.